# オフェンシブタックル

オフェンシブタックルのポジション例

オフェンシブタックル（OT）は、アメリカンフットボール、カナディアンフットボールの攻撃ラインのポジションであり、レシーバーの資格のない攻撃ラインの左右の両端に位置する。

## 役割
ダウンごとに選手交代が自由に認められるようになる前の19世紀後半から20世紀前半まで、オフェンシブタックルとディフェンシブタックルは、区別なく「タックル」と呼ばれていたが、分業制の現代のシステムでは「タックル」はオフェンシブタックルを指す名前となった。タックルは他の攻撃ラインと同様にランプレーとパスプレーの際のブロッキングが主な役割だが、攻撃ラインの外側を担当するため、他の攻撃ラインより俊敏性が求められる。

## 種類

### ライトタックル
ライトタックル（RT）は通常、チームで最も優れたランブロッカーが務めることが多い。守備側のランストッパーを抑え、ランニングバックが走り抜ける道を作ることが役割となる。

### レフトタックル
レフトタックル（LT）は通常、チームで最も優れたパスブロッカーが務めることが多い。大半のクォーターバックは右利きであり、パスを投げる際に利き手ではない左側には背を向けることになるため、そこを狙ってくる相手のエッジラッシャーを抑えこみ、クォーターバックを守ることが役割となる。クォーターバックが左利きの場合は、ライトタックルとレフトタックルの役割は逆になる。
レフトタックルの価値は非常に高く、チーム内でクォーターバックに次いで2番目に高い年俸を手にすることも少なくない。2013年のNFLドラフトでは、全体1〜4位指名のうち3人がレフトタックルだった。

## 背番号
オフェンシブラインの背番号は60番から79番と規定されている。